# Photovoltaik (Magazin)
Photovoltaik ist ein monatlich erscheinendes Fachmagazin zum Thema Photovoltaik. Die Fachzeitschrift bietet Informationen über die Photovoltaik in Deutschland, Österreich, der Schweiz und in den europäischen Nachbarländern. Die Zeitschrift richtet sich an Installateure, Anlagenplaner, Architekten, Händler, Finanziers und die Entscheider in Stadtwerken oder kommunalen Verwaltungen. Im Mittelpunkt stehen die technologischen Trends im Photovoltaikgeschäft, Förderprogramme, neue Produkte, Dienstleistungen und Finanzierungsmodelle sowie Tipps zur Planung, Montage und Versicherung von Solarstromanlagen. Ein Schwerpunkt liegt auf der Nutzung von Solarstrom durch private Haushalte, Gewerbetreibende, die Industrie und kommunale Nutzer.

## Themenbereiche
Das Magazin gliedert sich in die Rubriken:
- Generator und Zubehör
- Planung und Wartung
- Dach und Fassade
- Strom und Wärme
- Gewerbe und Kommune
- Freizeit und Mobilität
- Kaufen und Beraten
- Betrieb und Organisation

## Geschichte
Das Photovoltaik Magazin wurde 2007 durch die Verlagsgemeinschaft Alfons W. Gentner Verlag GmbH & Co. KG/Solarpraxis AG gegründet. Die erste Ausgabe erschien im Juni 2007 zur Solartechnik-Messe Intersolar in Freiburg. Seit August 2007 erscheint das Magazin monatlich. Die Redaktion hat ihren Sitz in Berlin.
Seit April 2013 erscheint das Magazin und die Onlineplattform www.photovoltaik.eu in alleiniger Verantwortung des Alfons W. Gentner Verlages in Stuttgart.
Die Gentner Verlagsgruppe ist ein Fachmedienunternehmen im Bereich Haustechnik. Schwerpunkte sind Sanitär- und Heizungstechnik, Kälte- und Klimatechnik, Glas und Elektro- und Sicherheitstechnik sowie im Bereich Medizin die Arbeits- und Begutachtungsmedizin.
Das Photovoltaik Magazin ist nicht im Zeitschriftenhandel erhältlich, da es sich nicht an Endkunden (Privatpersonen) richtet. Zielgruppe sind Unternehmen aus der Photovoltaikbranche (Business-to-Business-Magazin). Sie beziehen die Zeitschrift über ein Abonnement.